# Chiojdeanca
Chiojdeanca là một xã thuộc hạt Prahova, România. Dân số thời điểm năm 2002 là 1817 người.